# Jürgen Leohold

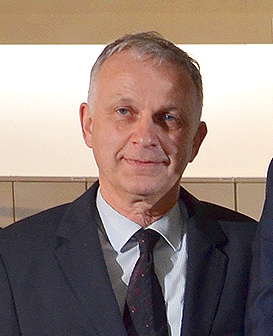
Jürgen Leohold

Jürgen Leohold (* 22. Mai 1954 in Bremen) war Leiter der Konzernforschung der Volkswagen Aktiengesellschaft sowie Leiter der AutoUni in Wolfsburg.

## Leben
Jürgen Leohold studierte Elektrotechnik zunächst an der Universität Hannover, dann von 1974 bis 1980 am Georgia Institute of Technology in Atlanta/USA, um – wiederum in Hannover – zum Thema des [...] Resonanzverhaltens von Transformatorwicklungen zu promovieren. Im Anschluss wirkte er für ein Jahr als Post-Doktorand an der McGill University in Montreal/Kanada. 2002 wurde Leohold an die Universität Kassel berufen, wo er bis 2005 den Lehrstuhl für Fahrzeugsysteme und Grundlagen der Elektrotechnik leitete.
Im April 2006 übernahm Jürgen Leohold, der schon ab August 1987 immer wieder verschiedene, auch leitende Positionen in der Elektrik- und Elektronik-Entwicklung etwa für den VW Phaeton innegehabt hatte, die Konzernforschung der Volkswagen AG. In dieser Funktion war er bis November 2016 tätig.
In Personalunion übernahm er vom 1. September 2012 bis zu seiner Pensionierung Ende 2017 auch die Leitung der AutoUni.
Jürgen Leohold hatte darüber hinaus diverse Funktionen in verschiedenen Gremien, Organisationen und Verbänden:
- Deutsches Zentrum für Luft- und Raumfahrt in Braunschweig (Beirat)[1]
- Forum Elektromobilität e.V. (Vorstand)[1]
- Forschungsvereinigung Automobiltechnik (Vorstand)[1]
- SIM-TD (Sichere Intelligente Mobilität Testfeld Deutschland) (Aufsichtsrat)[1]
- EUCAR (European Council für Automobile Research & Development) (Council Member)[1]
- Wissenschaftliche Kommission Niedersachsen (Beirat)[1]

## Medienecho (Auswahl)
- Christoph M. Schwarzer: VW-Forschungschef Leohold / "Assistenzsysteme sind kein Autopilot" / Die Angst, die Kontrolle über das Auto an die Elektronik zu verlieren, sei unbegründet, sagt VW-Forschungschef Leohold im Interview. Perfekt seien die Systeme aber nicht, auf der Seite der Zeit Online vom 6. Januar 2011

## Schriften
- Untersuchung des Resonanzverhaltens von Transformatorwicklungen, Dissertation 1984 an der Universität Hannover, 1984